# Орбан, Людовик
Людовик Орбан (рум. Ludovic Orban; род. 25 мая 1963, Брашов, Румынская народная республика) — румынский государственный и политический деятель и инженер, председатель Национальной либеральной партии с июня 2017 года по сентябрь 2021 год.. Премьер-министр Румынии с 4 ноября 2019 по 7 декабря 2020 года, министр транспорта в 2007—2008 годах, член Палаты депутатов в 2008—2016 годах.

## Биография
Родился 25 мая 1963 года в городе Брашов.
В 1988 году окончил факультет технологии машиностроения Брашовского университета, в 1993 году — аспирантуру на факультете политических наук Национальной школы политических наук и государственного управления в Бухаресте.
В 2002—2010 годах — председатель отделения Национальной либеральной партии в Бухаресте, член центрального совета партии, в 2009—2010 годах — первый заместитель председателя партии. После поражения на парламентских выборах 2016 года, на которых Национальная либеральная партия уступила Социал-демократической партии, председатель партии Алина Горгиу ушла в отставку и временно исполняющей обязанности председателя стала её заместитель Ралука Туркан. 17 июня 2017 года Орбан избран председателем партии, после того как был оправдан первой судебной инстанцией по делу о коррупции.
Член Палаты депутатов с 2008 по 2016 год, в 2009—2011 годах — заместитель председателя Палаты депутатов.
В 1992—1996 годах — член местного совета административного сектора 3 Бухареста, в 1996 году — член местного совета административного сектора 1 Бухареста. С июля 2004 по апрель 2007 года — заместитель мэра Бухареста. 
В 1999—2000 годах — статс-секретарь, руководитель Департамента информационной политики правительства. С марта 2000 по май 2001 года — статс-секретарь, президент Национального агентства государственных служащих (ANFP). С апреля 2007 по декабрь 2008 года занимал должность министра транспорта в правительстве Кэлина Попеску-Тэричану.
10 октября 2019 года парламент вынес вотум недоверия правительству Виорики Дэнчилэ и президент Клаус Йоханнис назначил кандидатом в премьеры Орбана. 4 ноября 2019 года состав правительства Орбана был утверждён парламентом. 5 февраля 2020 года парламент вынес вотум недоверия правительству Орбана и оно было отправлено в отставку. На следующий день президент Клаус Йоханнис поручил сформировать правительство снова Орбану, однако заседание парламента, на котором должен был быть утверждён этот кабинет, не состоялось из-за отсутствия кворума. 13 марта президент Клаус Йоханнис поручил сформировать правительство Орбану в третий раз. Правительство Орбана было одобрено парламентом на следующий день. На следующий день после парламентских выборов 6 декабря 2020 года, на которых Национальная либеральная партия уступила Социал-демократической партии, Орбан объявил об отставке.

## Личная жизнь
Женат, имеет сына.
Является братом бывшего европейского комиссара Леонарда Орбана.